# Bisdom Phoenix
Het bisdom Phoenix (Latijn: Dioecesis Phoenicensis) is een rooms-katholiek bisdom met als zetel Phoenix, in de Amerikaanse staat Arizona. Het bisdom is suffragaan aan het aartsbisdom Santa Fe. 

## Geschiedenis
Het bisdom werd opgericht op 28 juni 1969 uit delen van de bisdommen Gallup en Tucson.

## Parochies
Het bisdom heeft een oppervlakte van 113.872 km2 en omvat de county's Maricopa, Mohave en Yavapai en delen van de county's Coconino en Pinal. Het bisdom telde 5.076.170 inwoners in 2021 waarvan 25,1% rooms-katholiek was.

## Bisschoppen
- Edward Anthony McCarthy (25 Aug 1969 - 5 Jul 1976)
- James Steven Rausch (17 Jan 1977 - 18 May 1981)
- Thomas Joseph O’Brien (9 Nov 1981 - 18 Jun 2003)
  - Michael Jarboe Sheehan (apostolisch administrator: 18 juni 2003 - 25 november 2003)
- Thomas James Olmsted (25 Nov 2003 - 10 Jun 2022)
  - Eduardo Alanis Nevares (hulpbisschop: 11 mei 2010 - heden)
- John Patrick Dolan (10 Jun 2022 - heden)

## Galerij van afbeeldingen

Wapen van het bisdom
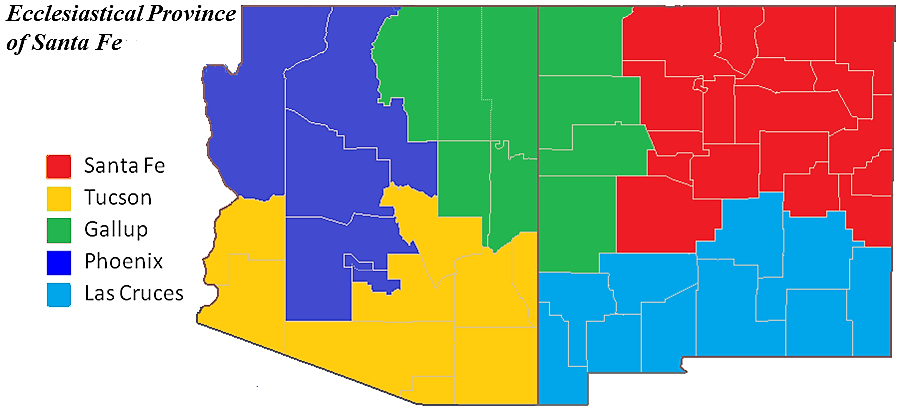
Kerkprovincie met aartsbisdom en suffragane bisdommen
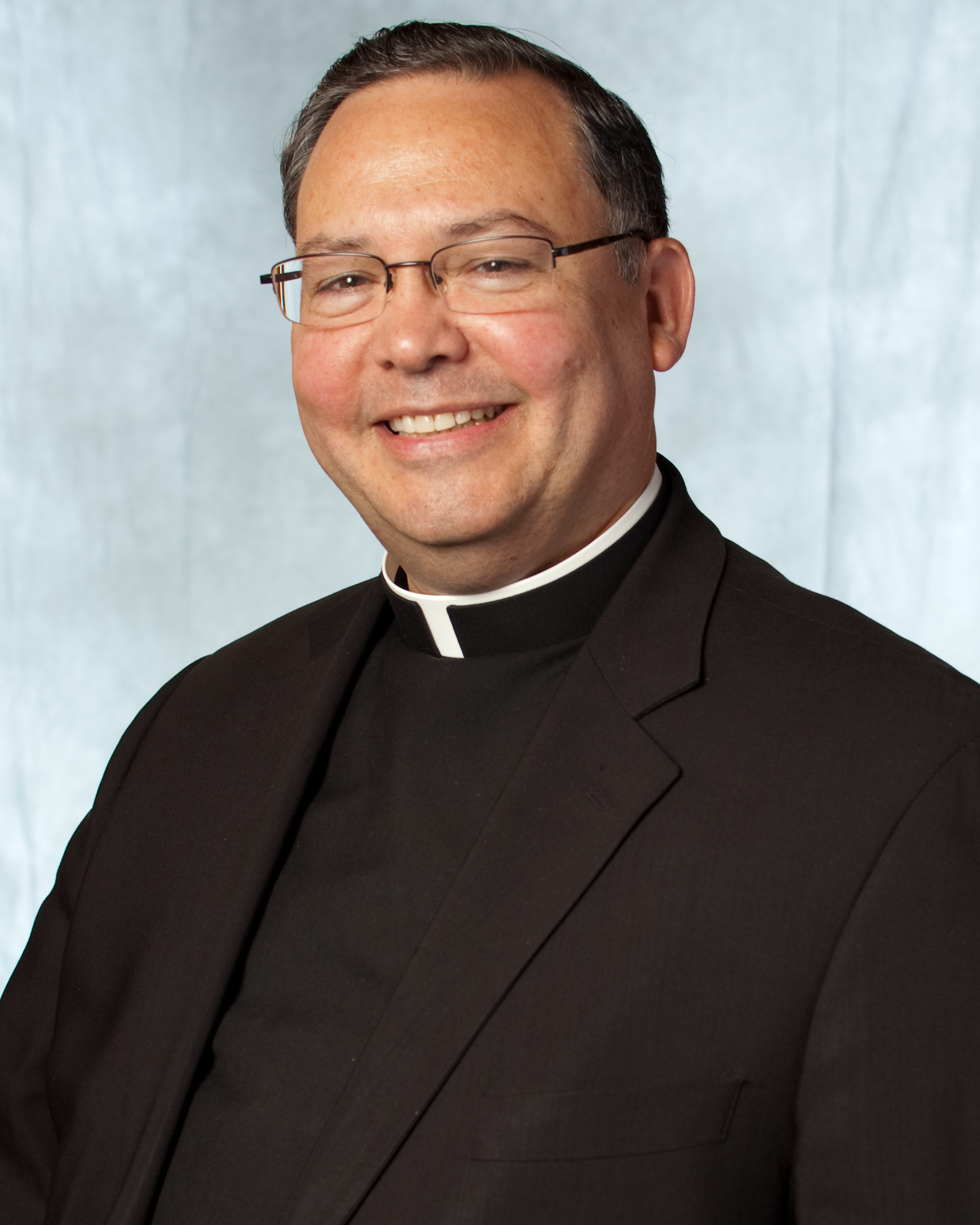
Hulpbisschop Eduardo Nevares (2010-heden)

Santa Fe (aartsbisdom) · Gallup · Las Cruces · Phoenix · Tucson